# Années 1900
 (septembre 2010).
Si vous disposez d'ouvrages ou d'articles de référence ou si vous connaissez des sites web de qualité traitant du thème abordé ici, merci de compléter l'article en donnant les références utiles à sa vérifiabilité et en les liant à la section « Notes et références ».
Les années 1900 couvrent la décennie, du 1er janvier 1900 au 31 décembre 1909.

## Événements majeurs

### Guerres et conflits
- 1899-1902 : seconde guerre des Boers[1].
- 1899-1920 : résistance en Somalie face aux Britanniques et aux Italiens conduite par Sayyid Mohammed, « le Mollah fou ». Ce Somali darod fait plusieurs pèlerinages à La Mecque et devient le disciple de Mohammed Salih, fondateur d’une secte mystique et puritaine, la Salihiyya (de)[2].
- De 1904 à 1908, l'Allemagne massacre près de 90 000 personnes en Namibie et au Cameroun : génocide des Héréros et des Namas [3].
- Le 10 février 1904, la guerre russo-japonaise débute entre l'empire russe et celui du Japon (défaite cuisante pour la Russie, qui se rend le 5 septembre 1905 en signant le traité de Portsmouth) [4].
- La seconde guerre des Boers en Afrique du Sud prend fin en 1902.
- La guerre américano-philippine prend fin en 1902.

### Géopolitique
- 1900 : 29 juillet, assassinat du roi d'Italie (Humbert Ier d'Italie)
- 1901 : 22 janvier, mort de la reine Victoria, au pouvoir en Angleterre depuis 1837 (63 ans de règne).
- 1901 : 14 septembre, assassinat du président américain William McKinley.
- 1902 : 9 août, couronnement du roi d'Angleterre Édouard VII.
- 1905 : 7 juin, la Suède et la Norvège se séparent et prennent leur indépendance.
- 1908 : 5 octobre, l'Autriche-Hongrie annexe la Bosnie-Herzégovine (début de la "crise bosniaque" qui durera 7 mois et qui sera considérée comme un jalon important sur le chemin de la guerre de 1914).
- 1908 : 15 novembre, le Congo, ancienne propriété privée du roi Léopold II, devient colonie belge.
- 1909 : 17 février, décès du chef apache Géronimo, à 80 ans.
- 1909 : 23 décembre, Albert Ier devient roi des Belges, à 34 ans.

### Catastrophes naturelles
- Le 8 septembre 1900, un ouragan de catégorie 4 détruit la ville de Galveston (Texas) et provoque la mort d'environ 8 000 personnes[5].
- Le 8 mai 1902, l'éruption de la montagne Pelée en Martinique provoque la mort des 28 000 habitants de la ville de Saint-Pierre[5],[6].
- Le 5 avril 1905, un séisme en Inde dans la Province de Kangra Nord fait 20 000 victimes[6].
- Le 18 avril 1906, un gigantesque tremblement de terre à San Francisco (8,2 sur l'échelle de Richter), composé de nombreuses secousses, entraîne un gigantesque incendie. La ville est détruite à 80 % et le bilan humain, d'abord estimé à 452 morts[5], a été réévalué par la suite à 3 000 victimes[6].
- Le 17 août 1906, un séisme au Chili (Valparaiso) fait environ 20 000 victimes[6].
- Le 21 octobre 1907, un séisme en Chine (Tien Chan) fait plus de 10 000 victimes. Le même jour, un séisme en Ouzbékistan (Samarcande) fait également plus de 10 000 morts[6].
- Le 30 juin 1908, l'événement de la Toungouska, en Sibérie est une explosion (probablement due à l'impact d'un objet céleste) qui détruit la forêt sur un rayon de 20 kilomètres et fait des dégâts jusqu'à une centaine de kilomètres[5].
- Le 28 décembre 1908, un énorme tremblement de terre en Sicile (Messine) fait près de 58 000 à 86 000 victimes[6].

### Catastrophes liées aux activités humaines
- Le 10 août 1903, un incendie dans le métro de Paris fait 84 morts aux stations Couronnes et Ménilmontant.
- Le 10 mars 1906, la catastrophe de Courrières, dans les mines de charbon du nord de la France, fit 1 099 victimes[5].

### Événements sociaux
- 1900 : Exposition universelle à Paris.
- 1901 : 10 décembre, première remise des prix Nobel.
- 1901 : 12 décembre, le physicien italien Guglielmo Marconi réussit la première transmission TSF (télégraphie sans fil) par-dessus l'Atlantique, entre Les Cornouailles et Terre-Neuve (3 400 km).
- 1902 : 29 septembre, mort de l'écrivain Émile Zola (62 ans).
- 1902 : 10 décembre, inauguration du barrage d'Assouan, en Égypte.
- 1903 : 1er juillet, départ du premier Tour de France.
- 1903 : 10 octobre, première commercialisation de l'Aspirine, en Allemagne.
- 1903 : 10 décembre, Pierre et Marie Curie, ainsi qu'Henri Becquerel, reçoivent le prix Nobel de Physique (à la suite de leurs travaux sur la radioactivité).
- 1903 : 17 décembre, premier vol (motorisé) des frères Wright (durée du vol: 12 secondes), en Caroline du Nord, aux États-Unis, avec leur avion biplan « Flyer ».
- 1904 : 27 octobre, inauguration du métro de New-York.
- 1905 : 24 mars, mort de Jules Verne (77 ans).
- 1905 : 1er juillet, le physicien allemand Albert Einstein publie ses théories sur la relativité et l'équivalence de la masse et de l'énergie (E=Mc²).
- 1907 : 29 juillet, Baden Powell organise le premier camp scout.
- 1907 : 13 novembre, premier vol d'un hélicoptère, en France.
- 1908 : 21 juin, manifestation monstre (250 000 personnes) à Hyde Park, à Londres, des « suffragettes », qui réclament le droit de vote pour les femmes (qu'elles n'obtiendront que 10 ans plus tard, en 1918).
- 1908 : 12 août, lancement officiel de la Ford T aux États-Unis, qui sera produite à plus de seize millions d'exemplaires.
- 1909 : 18 avril, béatification de Jeanne d'Arc, par le pape Pie X.
- 1909 : 25 juillet, Louis Blériot réussit la première traversée de la Manche en avion.

## Personnages significatifs

### Papes et Souverains
- Abdülhamid II
- Alphonse XIII
- Carol Ier
- Cixi
- Édouard VII
- François-Joseph Ier d'Autriche
- Georges Ier (roi des Hellènes)
- Léon XIII
- Léopold II (roi des Belges)
- Meiji (empereur) (Mutsuhito)
- Nicolas II
- Guillaume II (empereur allemand)
- Pie X
- Victor-Emmanuel III
- Victoria (reine)
- Wilhelmine (reine des Pays-Bas)

### Autres personnages
- Arthur Balfour
- Sarah Bernhardt
- Enrico Caruso
- Georges Clemenceau
- Georges Braque
- Pablo Picasso
- Theodore Roosevelt

## Inventions, découvertes, introductions
- Relativité restreinte
- Aviation
- culture des perles

## Religion et philosophie
- 1900 : le méthodisme rassemble 750 000 fidèles au Royaume-Uni.

## Art et culture
- 1900 : Oxford et Cambridge comptent 2 500 étudiants chacune, contre 9 000 au total pour les autres universités.
- Juin 1904 : invention du Bridge.
- En octobre 1906, Paul Poiret crée la première robe sans corset baptisée Lola Montès.

### Littérature et essais
- 1900 : publication du roman semi-autobiographique Claudine à l'école, d'abord sous la signature de Willy, puis attribué à Colette, son épouse d’alors, premier des cinq Claudine écrits par cette dernière, avant Claudine à Paris, paru en 1901, Claudine en ménage, paru en 1902, Claudine s'en va, paru en 1903 et La Retraite sentimentale paru en 1907.
- 1901 : publication du roman Les Buddenbrook, sous-titré Le déclin d'une famille, de Thomas Mann.
- 1902 : publication du récit L'Immoraliste d'André Gide.
- 1904 : publication du roman  La Coupe d'or d'Henry James.
- 1905 : publication dans le magazine Je sais tout de la nouvelle L'Arrestation d'Arsène Lupin, première aventure du « gentleman cambrioleur » Arsène Lupin.
- 1905-1906 : publication sous la forme de feuilleton dans la revue littéraire Hototogisu du roman Je suis un chat de Sōseki Natsume.
- 1906 : publication du premier tome du roman Le Merveilleux Voyage de Nils Holgersson à travers la Suède de Selma Lagerlöf. Un second tome paraît en 1907.
- 1907 : 
  - publication du roman La Mère de Maxime Gorki ;
  - publication du roman policier Le Mystère de la chambre jaune de Gaston Leroux, première aventure du jeune reporter Joseph Rouletabille ;
  - publication de l'ouvrage philosophique L'Évolution créatrice d'Henri Bergson.

### Cinéma
- Liste de films français sortis avant 1920
- Cinéma américain, dans les années 1900